# Christopher Robanske
Christopher Robanske (Calgary, 30 de diciembre de 1989) es un deportista canadiense que compite en snowboard. Ganó una medalla de bronce en el Campeonato Mundial de Snowboard de 2017, en la prueba de campo a través por equipos.

## Medallero internacional
| Campeonato Mundial | Campeonato Mundial     | Campeonato Mundial | Campeonato Mundial         |
| Año                | Lugar                  | Medalla            | Competición                |
| ------------------ | ---------------------- | ------------------ | -------------------------- |
| 2017               | Sierra Nevada (España) | Medalla de bronce  | Campo a través por equipos |